# Iosif Rotariu
Iosif Rotariu (Prigor, 27 settembre 1962) è un ex calciatore rumeno, di ruolo difensore.

## Carriera
Ha debuttato nella Divizia A con la Politehnica Timişoara nel 1981. Nel suo palmarès figurano lo scudetto vinto con la Steaua Bucarest nel 1987, nel 1988, nel 1989, nel 1997 e nel 1998 e le Coppe di lega rumena vinte con lo stesso club nel 1987, nel 1988, nel 1989 e nel 1997. In carriera ha giocato anche in Turchia.
Rotariu ha debuttato in Nazionale nel 1988, nel match con i Paesi Bassi, e ha fatto parte della Nazionale schierata dalla Romania al mondiale Italia '90. In totale ha ottenuto 25 convocazioni, l'ultima delle quali nella partita contro l'Eire nel 1997, e ha segnato un gol, nel match contro la Polonia del 1990.
Nel 2005 ha allenato la seconda squadra della Politehnica Timisoara, che gioca nella seconda serie rumena. Al momento Rotariu è un dirigente della prima squadra, e le funzioni di allenatore della seconda squadra sono passate al suo assistente, suo fratello Ilie. Ha un nipote che gioca alla Dinamo Bucarest, Dorin.

## Palmarès

### Club

#### Competizioni nazionali
- Campionato rumeno: 4

Steaua Bucarest: 1986-1987, 1987-1988, 1988-1989, 1997-1998
- Coppa di Romania: 3

Steaua Bucarest: 1986-1987, 1988-1989, 1996-1997
- Supercoppa di Romania: 1

Steaua Bucarest: 1997
- Coppa di Turchia: 1

Galatasaray: 1990-1991
- Supercoppa di Turchia: 1

Galatasaray: 1991